# 莫纳斯特里奥
莫纳斯特里奥，是西班牙卡斯蒂利亚-拉曼恰瓜达拉哈拉省的一个市镇。总面积22平方公里，总人口21人（2001年），人口密度1人/平方公里。